# The Voice of Italy - The Live Shows
The Voice of Italy - The Live Shows è la seconda compilation legata alla prima edizione di The Voice of Italy; è stata pubblicata il 30 maggio 2013 per la Universal Music.

## Tracce
1. Veronica De Simone – You Are Not Alone – 2:20 – Team Carrà
2. Diana Winter – Beat It – 2:11 – Team Noemi
3. Silvia Capasso – Tutti i brividi del mondo – 2:15 – Team Noemi
4. Timothy Cavicchini – Rag Doll – 2:17 – Team Pelù
5. Lorenzo Campani – Insieme a te sto bene – 2:11 – Team Cocciante
6. Giulia Saguatti – Skyfall – 2:19 – Team Cocciante
7. Elhaida Dani – Nessun dolore – 2:16 – Team Cocciante
8. Emanuele Lucas – Baila Morena – 2:14 – Team Carrà
9. Michelle Perera – Beautiful – 2:16 – Team Carrà
10. Nausicaa Magarini – Spaccacuore – 2:21 – Team Noemi
11. Stefania Tasca – Domino – 2:20 – Team Carrà
12. Jessica Morlacchi – I Say a Little Prayer – Team Cocciante
13. Federica Celio – Oh che sarà – 2:12 – Team Cocciante
14. Donato Perrone – Long Train Runnin' – 2:06 – Team Cocciante
15. Mattia Lever – Angels – 2:20 – Team Cocciante
16. Danny Losito – Roxanne – 2:16 – Team Pelù
17. Chiara Furfari – I'm Yours – 2:07 – Team Noemi
18. Flavio Capasso – Seven Nation Army – 2:15 – Team Noemi
19. Silvia Caracristi – Un'estate fa – 2:02 – Team Noemi
20. Matteo Lotti – Una storia importante – 2:09 – Team Carrà
21. Giuliana Danzè – The Lady Is a Tramp – 2:19 – Team Noemi
22. Giuseppe Scianna – La cura – 2:40 – Team Noemi
23. Manuel Foresta – Ma che freddo fa – 2:28 – Team Carrà
24. Pamela Lacerenza – MacArthur Park – 2:12 – Team Carrà
25. Francesco Monti – You're Beautiful – 2:19 – Team Cocciante
26. Giulia Penza – Zombie – 2:22 – Team Pelù
27. Marika Lermani – Diavolo in me – 2:04 – Team Pelù
28. Francesco Guasti – Smells Like Teen Spirit – 2:19 – Team Pelù
29. Alessandra Parisi – L'immensità – 2:19 – Team Pelù
30. Paola Licata – Non sono una signora – 2:15 – Team Carrà
31. Marco Cantagalli – Le ragazze fanno grandi sogni – 2:01 – Team Pelù
32. Cristina Balestriere – In alto mare – 2:23 – Team Pelù
33. Veronica De Simone – Cuore – 2:32 – Team Carrà
34. Elhaida Dani – All by Myself – 2:23 – Team Cocciante
35. Francesco Guasti – Musica ribelle – 2:13 – Team Pelù
36. Timothy Cavicchini – Senza parole – 2:10 – Team Pelù

Durata totale: 79:26

## Classifiche
| Classifica (2013) | Posizione massima |
| ----------------- | ----------------- |
| Italia            | 26                |